# Iris Yassmin Barrios Aguilar
Iris Yassmin Barrios Aguilar (nascuda el 1962) és jutgessa i presidenta d'un dels dos tribunals de la Cort d'Alt Risc de Guatemala. Era la jutgessa presidenta en el cas d'Efraín Ríos Montt, antic dictador de Guatemala. En aquest judici, Montt va ser considerat culpable del genocidi dels indígenes maies ixils; el veredicte va arribar el 2013. El judici va ser la primera vegada en què un poder judicial nacional va jutjar un excap d'estat per genocidi al seu país d'origen. No obstant això, el 20 de maig de 2013, el Tribunal Constitucional de Guatemala va anul·lar la condemna i va cancel·lar tots els processos fins al 19 d'abril i va ordenar que es "restablís" el procés fins a aquest punt, pendent de la disputa sobre la recusació dels jutges. Els funcionaris van dir que el judici de Ríos Montt es reprendria el gener de 2015.
Barrios va rebre el Premi Internacional Dona Coratge el 2014. A partir d'abril de 2014, la seva autoritat judicial va ser suspesa durant un any a causa d'una denúncia contra ella d'un advocat que va participar en el procés d'Efraín Ríos Montt.
El 2015 va rebre el Premi al Coratge Civil i el 2016 va rebre un doctorat honoris causa per la Universitat d'Oslo.